# Humulus
Humulus es un pequeño género de plantas de la familia Cannabaceae, nativo de las regiones templadas de hemisferio norte. Las flores femeninas, llamadas lúpulo, son usadas para condimentar y estabilizar la cerveza. El lúpulo es parte de la familia del Cannabaceae, que incluye el llamado cáñamo.

## Descripción

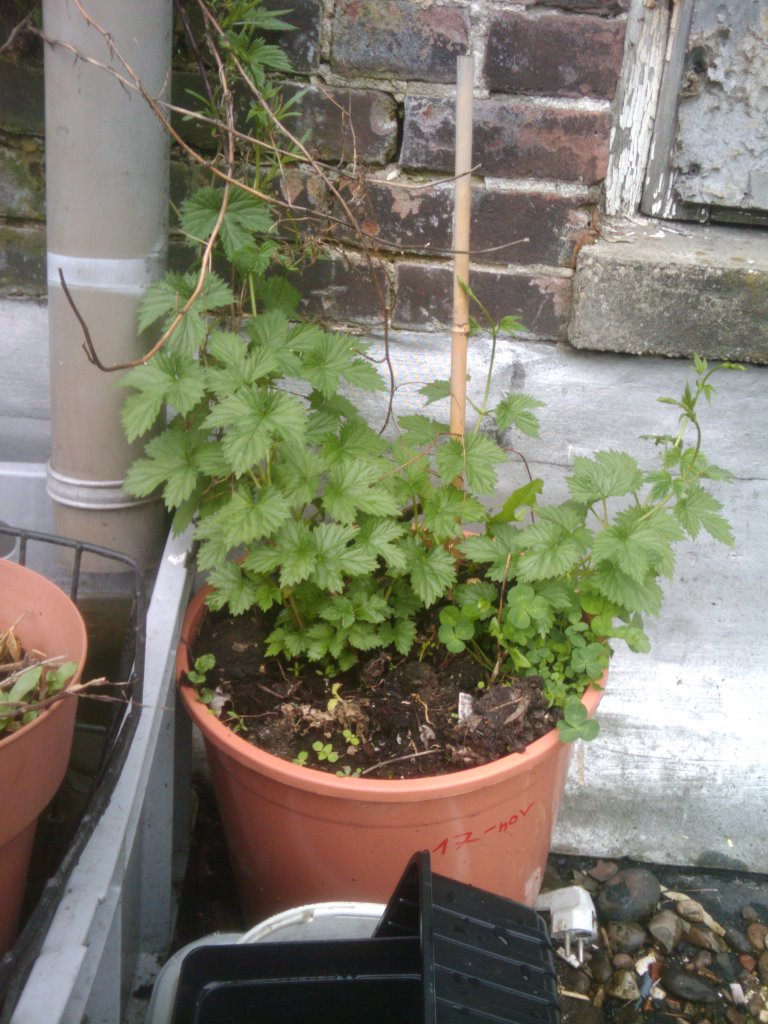
Humulus en primavera

Es una planta herbácea perenne que lanza sus nuevos tallos cada primavera desde sus rizomas y mueren cuando llegan los fríos en otoño. Los nuevos retoños crecen muy rápidamente, pues llegan a crecer 50 cm por semana, siendo su longitud total de 2 a 15 metros. Las hojas son opuestas, pecioladas y cordadas en la base.

## Taxonomía
El género fue descrito por Carlos Linneo y publicado en Species Plantarum 2: 1028. 1753. La especie tipo es: Humulus lupulus L.

## Especies aceptadas

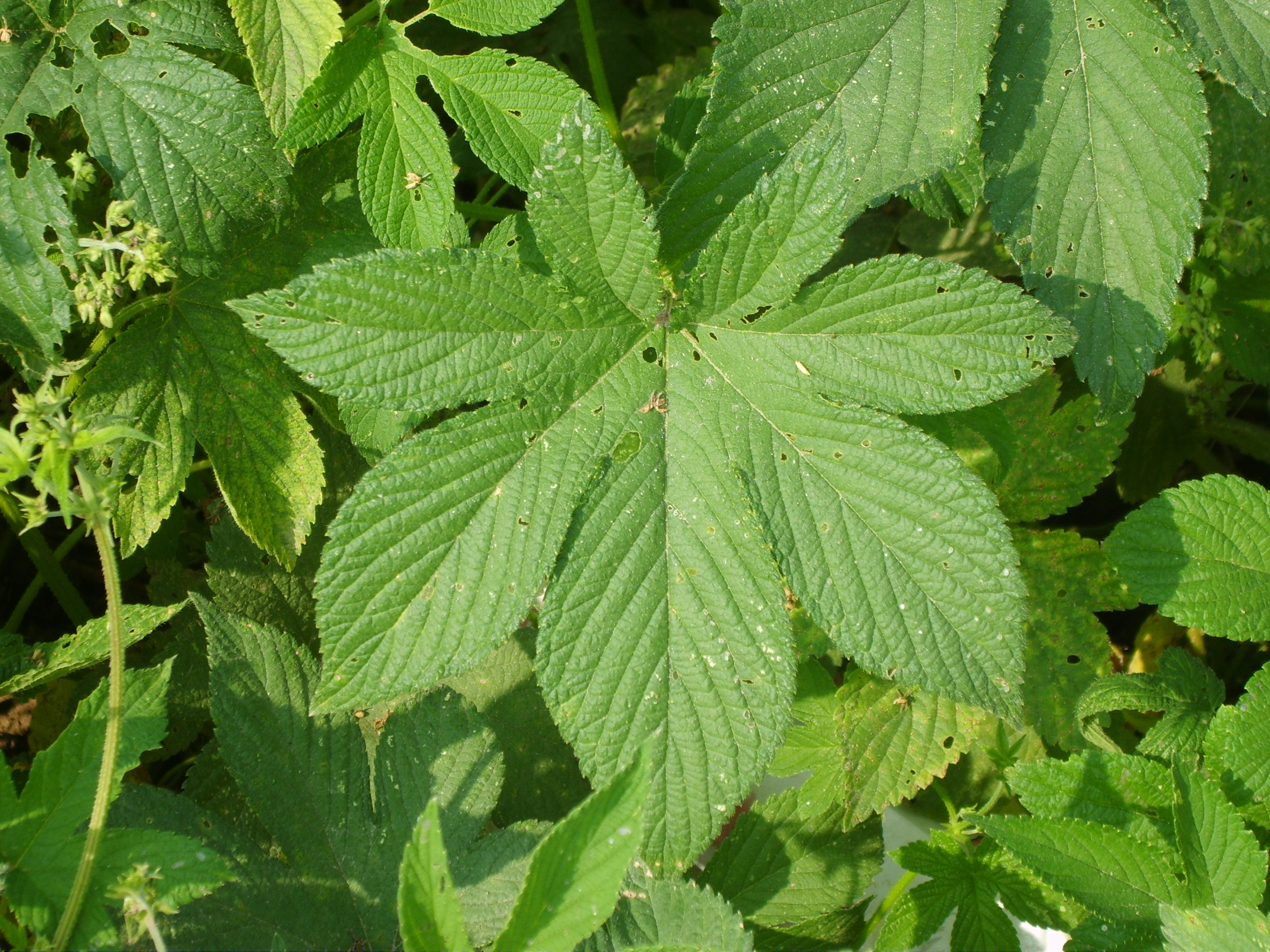
Hojas de Humulus japonicus

A partir de octubre de 2020, se aceptaron las siguientes especies:
- Humulus americanus Nutt.
- Humulus cordifolius Miq.
- Humulus lupulus L.
- Humulus neomexicanus (A.Nelson & Cockerell) Rydb.
- Humulus pubescens (E.Small) Tembrock
- Humulus scandens (Lour.) Merr. (syn. Humulus japonicus Siebold & Zucc.)
- Humulus yunnanensis Hu

Para los lúpulos de cervecería, que son cultivares específicos y propagados por reproducción asexual, consulte el artículo, "Lista de variedades de lúpulo".